# منطقه ۹ شهرداری شیراز
منطقه ۹ شهرداری شیراز که یکی از مناطق کنار کمربندی شهر حساب می‌شود که جاده‌هایی مانند:کمربندی، جاده بوشهر قرار داده و شهرک‌هایی عبارتند از:شهرک والفجر، احمدآباد، شهرک فرزانگان، شهرک زیتون، شهرک بهاران، میانرود، کتس بس و… را در خود جای داده و همچنین این منطقه از جنوب شهر شیراز تشکیل شده‌است.

## محدوده
- از شمال: به کمربندی ۷۶ متری تا پل امام حسن مجتبی و بلوار امیرکبیر تا چنار راهدار
- از طرف جنوب: به ارتفاعات جنوبی شیراز، بهارستان و والفجر
- از طرف شرق: به انتهای شهرک مهدی‌آباد و محدوده سلطان آباد
- از طرف غرب: پل چنار راهدار

## مشخصات
- وسعت منطقه :۲۵۴۳ هکتار
- مساحت بافت فرسوده منطقه: ۰٫۰۱ هکتار
- جمعیت منطقه: ۱۱۲۲۶۳ نفر
- تعداد خانوار منطقه: ۳۰۷۵۷ خانوار
- تراکم جمعیت در منطقه :۴۵ نفر در هکتار
- نسبت جنسی در منطقه: ۱۰۳ درصد

## بوستان‌ها
| ردیف | نام             | اردس                    | وسعت (مترمربع) | نوع            |
| ---- | --------------- | ----------------------- | -------------- | -------------- |
| ۱    | پارک جماران     | شهرک جماران             | ۱۲۰۰۰          | عمومی و تفریحی |
| ۲    | پارک طلوع       | بلوار طلوع شهرک والفجر  | ۲۴۵۶           | عمومی و تفریحی |
| ۳    | پارک ریحانه     | شهرک والفجر             | ۴۱۷۱           | عمومی و تفریحی |
| ۴    | پارک والفجر     | شهرک والفجر             | ۹۳۷۳           | عمومی و تفریحی |
| ۵    | پارک یاوران     | اول یاوران غربی         | ۱۹۷۱           | عمومی و تفریحی |
| ۶    | پارک شادی       | شهرک سجادیه             | ۴۰۰۰           | عمومی و تفریحی |
| ۷    | پارک مطالعه     | شهرک سجادیه             | ۸۴۰۰           | عمومی و تفریحی |
| ۸    | پارک صداقت      | بلوار صداقت             | ۲۲۵۰           | عمومی و تفریحی |
| ۹    | بوستان ابتکار   | شهرک امام حسین          | ۶۳۰۰           | عمومی و تفریحی |
| ۱۰   | پارک ذوالفقار   | شهرک والفجر             | ۸۰۰            | عمومی و تفریحی |
| ۱۱   | پارک بهاران     | شهرک بهاران             | ۶۱۷۰           | عمومی و تفریحی |
| ۱۲   | پارک فرزانگان   | شهرک فرزانگان           | ۵۶۵۸           | عمومی و تفریحی |
| ۱۳   | بوستان رضوان    | شهرک رضوان              | ۱۵۰۰           | عمومی و تفریحی |
| ۱۴   | پارک شقایق      | شهرک بهارستان (میانرود) | ۲۲۷۰           | عمومی و تفریحی |
| ۱۵   | پارک اقاقیا     | شهرک بهارستان (میانرود) | ۱۲۵۲           | عمومی و تفریحی |
| ۱۶   | پارک ابریشم     | شهرک بهارستان (میانرود) | ۳۲۰۰           | عمومی و تفریحی |
| ۱۷   | بوستان کشتکاران | مهدی‌آباد                | ۳۲۰۰۰          | عمومی و تفریحی |
| ۱۸   | پارک خانواده    | میانرود                 | ۳۰۰۰۰          | عمومی و تفریحی |
| ۱۹   | پارک بهارستان   | میانرود                 | ۲۰۰۰۰          | گردشگری        |
| ۲۰   | پارک فرهنگیان   | شهرک فرهنگیان           | ۷۰۰۰           | عمومی و تفریحی |
| ۲۱   | پارک طراوت      | میانرود                 | ۷۴۰۰           | عمومی و تفریحی |

## مراکز درمانی
| ردیف | نام درمانگاه                  | آدرس                   |
| ---- | ----------------------------- | ---------------------- |
| ۱    | درمانگاه سجادیان              | خیابان سجادیه          |
| ۲    | بهداشتی درمانی امام حسن مجتبی | شهرک والفجر            |
| ۳    | درمانگاه خیریه نرجس           | بلوار یاوران غربی      |
| ۴    | مرکز توانبخشی مهریاران شیراز  |                        |
| ۵    | درمانگاه گلستان               | میانرود خیابان روزبهان |
| ۶    | درمانگاه ماهان                | میانرود خیابان روزبهان |
| ۷    | درمانگاه حاج مکتبی            | میانرود خیابان روزبهان |
| ۸    | درمانگاه رازی                 | هشت متری پشم شیشه      |